# Bashīr ibn Saʿd
Bashīr ibn Saʿd (in arabo ﺑﺸﻴﺮ ﺑﻦ ﺳﻌﺪ‎?; fl. VII secolo) fu un Compagno del Profeta nativo di Yathrib.
Appartenente alla tribù dei Banu Khazraj, partecipò alla Seconda ʿAqaba (giugno 622) e a tutti i principali fatti d'arme, guidando due spedizioni: la prima a Fadak nel dicembre 629 contro i B. Murra (in cui fu ferito e lo scontro si risolse in uno smacco per le armi dei musulmani) e l'altra (vittoriosa) contro I Ghatafan, guidati dal loro capo ʿUyayna b. Ḥiṣn, che progettava nel 630 di colpire Medina.
Nel corso della ʿUmrat al-qadāʾ ebbe il comando di un gruppo di guerrieri che scortò Maometto, senza entrare però a Mecca, nel rispetto dell'accordo di al-Hudaybiyya che vietava la presenza di armi nella città.
Nella Saqīfa dei B. Sāʿida, Bashīr sostenne la causa degli Emigrati, contribuendo quindi all'affermazione della candidatura di Abū Bakr.
Prese parte alla spedizione contro i possedimenti lakhmidi in Mesopotamia e fu presente alla conquista della loro capitale di al-Hira da parte di Khālid b. al-Walīd. 

Morì ad ʿAyn al-Tamr nel 633.
Bashīr b. Saʿd era uno dei rarissimi uomini a saper scrivere nella lingua araba, ancora assai grossolanamente tracciata al suo tempo.